# Sedlečko u Soběslavě
Sedlečko u Soběslavě (německy Sedletschko) je obec v okrese Tábor v Jihočeském kraji. Leží na pravém břehu Černovického potoka, zhruba tři kilometry severovýchodně od Soběslavi. Žije v ní 222 obyvatel.

## Historie
První písemná zmínka o obci pochází z roku 1366.

## Obyvatelstvo
| Rok            | 1869 | 1880 | 1890 | 1900 | 1910 | 1921 | 1930 | 1950 | 1961 | 1970 | 1980 | 1991 | 2001 | 2011 | 2021 |
| -------------- | ---- | ---- | ---- | ---- | ---- | ---- | ---- | ---- | ---- | ---- | ---- | ---- | ---- | ---- | ---- |
| Počet obyvatel | 183  | 193  | 195  | 198  | 195  | 185  | 184  | 142  | 142  | 138  | 121  | 102  | 102  | 125  | 172  |
| Počet domů     | 35   | 34   | 36   | 36   | 35   | 37   | 39   | 39   | 37   | 34   | 40   | 43   | 46   | 50   | 65   |

## Obecní správa
Mezi lety 1850–1879 patřilo Sedlečko u Soběslavě jako osada obce ke Klenovicím v okrese Tábor. V letech 1880–1960 bylo obcí v okrese Tábor (1880–1930), posléze v okrese Soběslav (1950) a později opět v okrese Tábor. V letech 1960–1980 patřilo jako část obce k Zvěroticím. Od 1. července 1980 do 23. listopadu 1990 patřilo jako část města k Soběslavi a od 24. listopadu 1990 je opět samostatnou obcí.

### Obecní symboly
Znak a vlajka byly obci uděleny rozhodnutím předsedy Poslanecké sněmovny Parlamentu České republiky dne 5. října 2004.

## Pamětihodnosti a zajímavosti
- Komorový rybník Dítě na severním okraji obce
- Katastrem obce prochází dálnice D3 a nový úsek IV. železničního koridoru (otevřený roku 2022)
- Kaple Čtrnácti svatých pomocníků

## Galerie

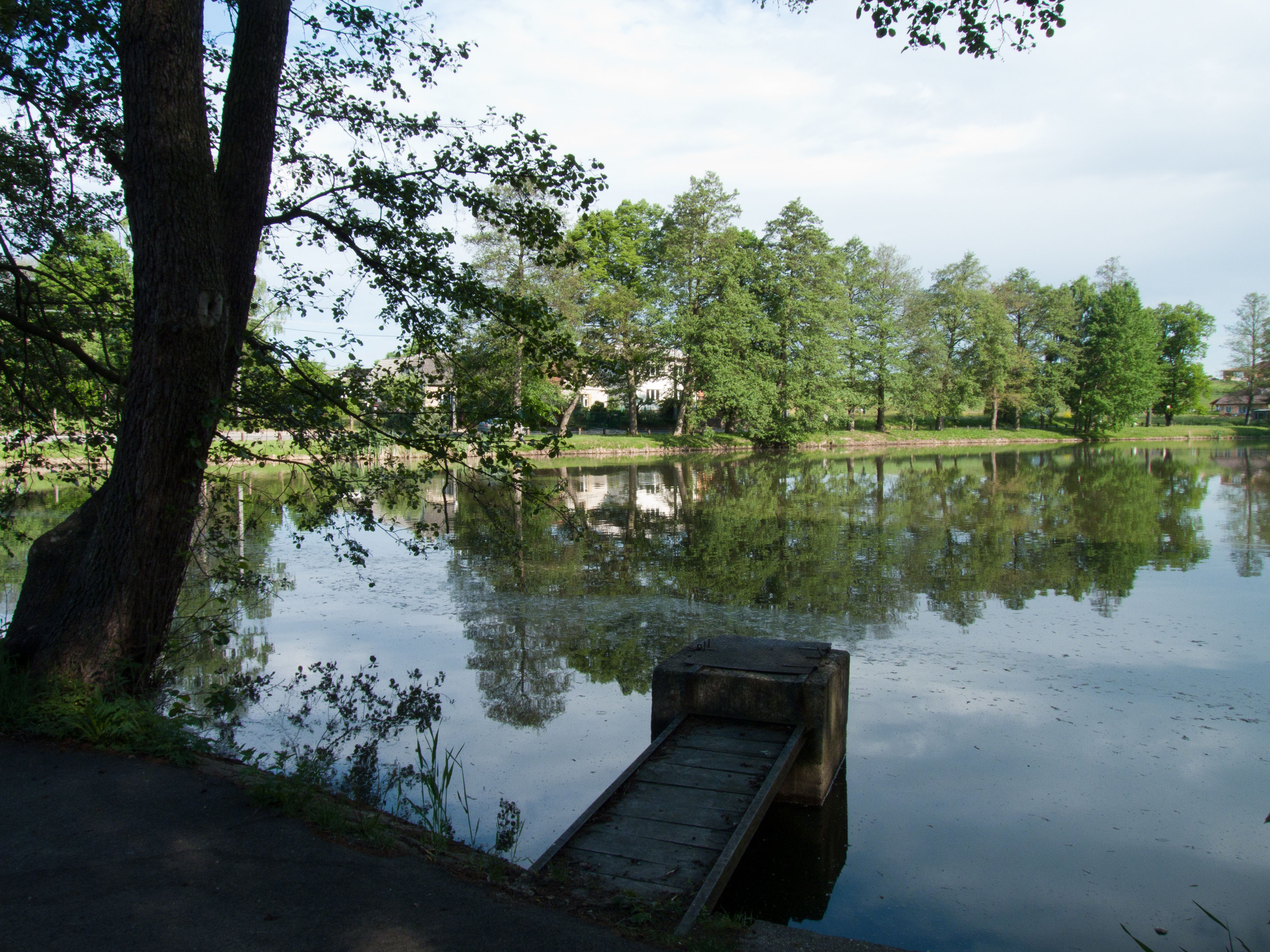
Rybník
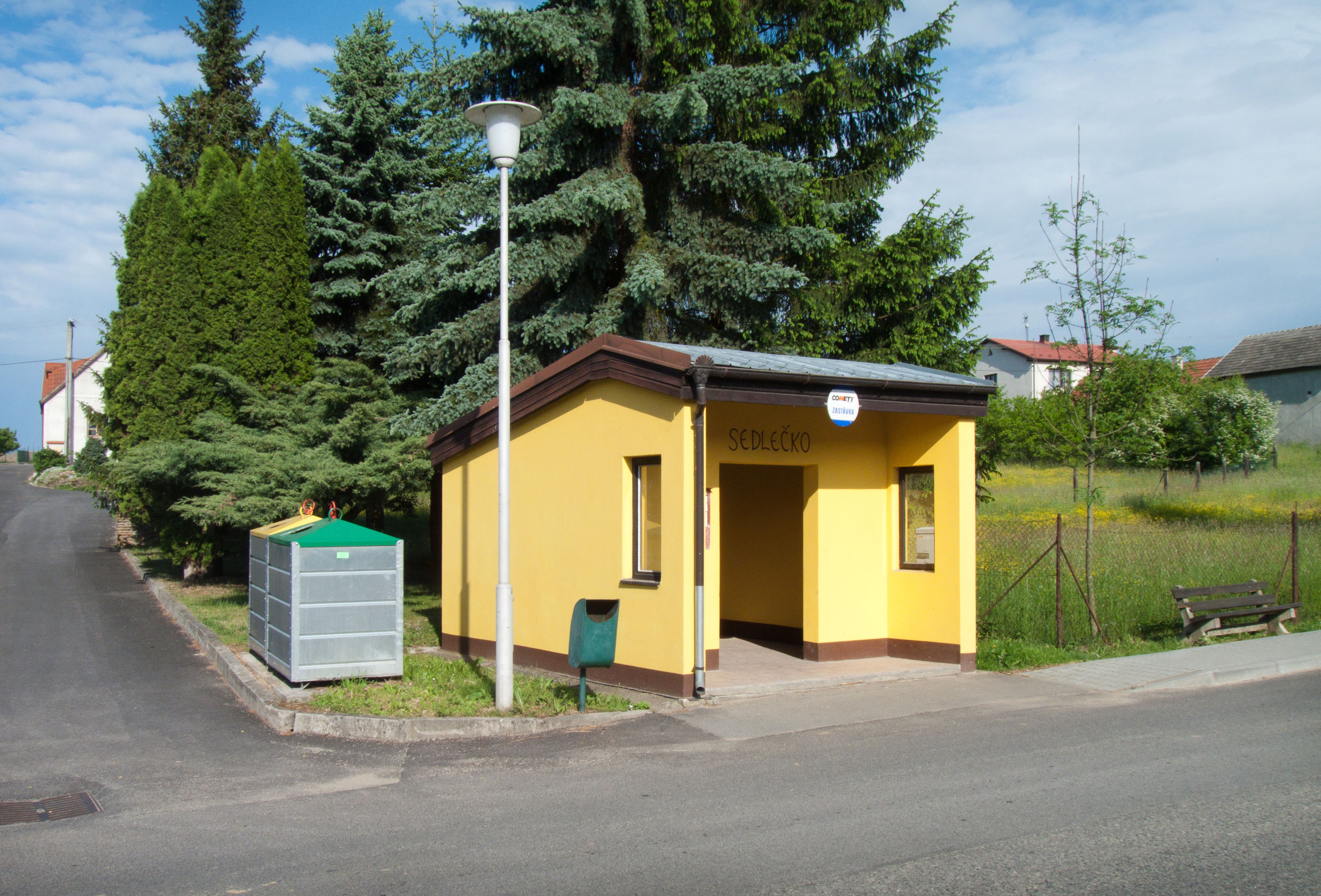
Zastávka
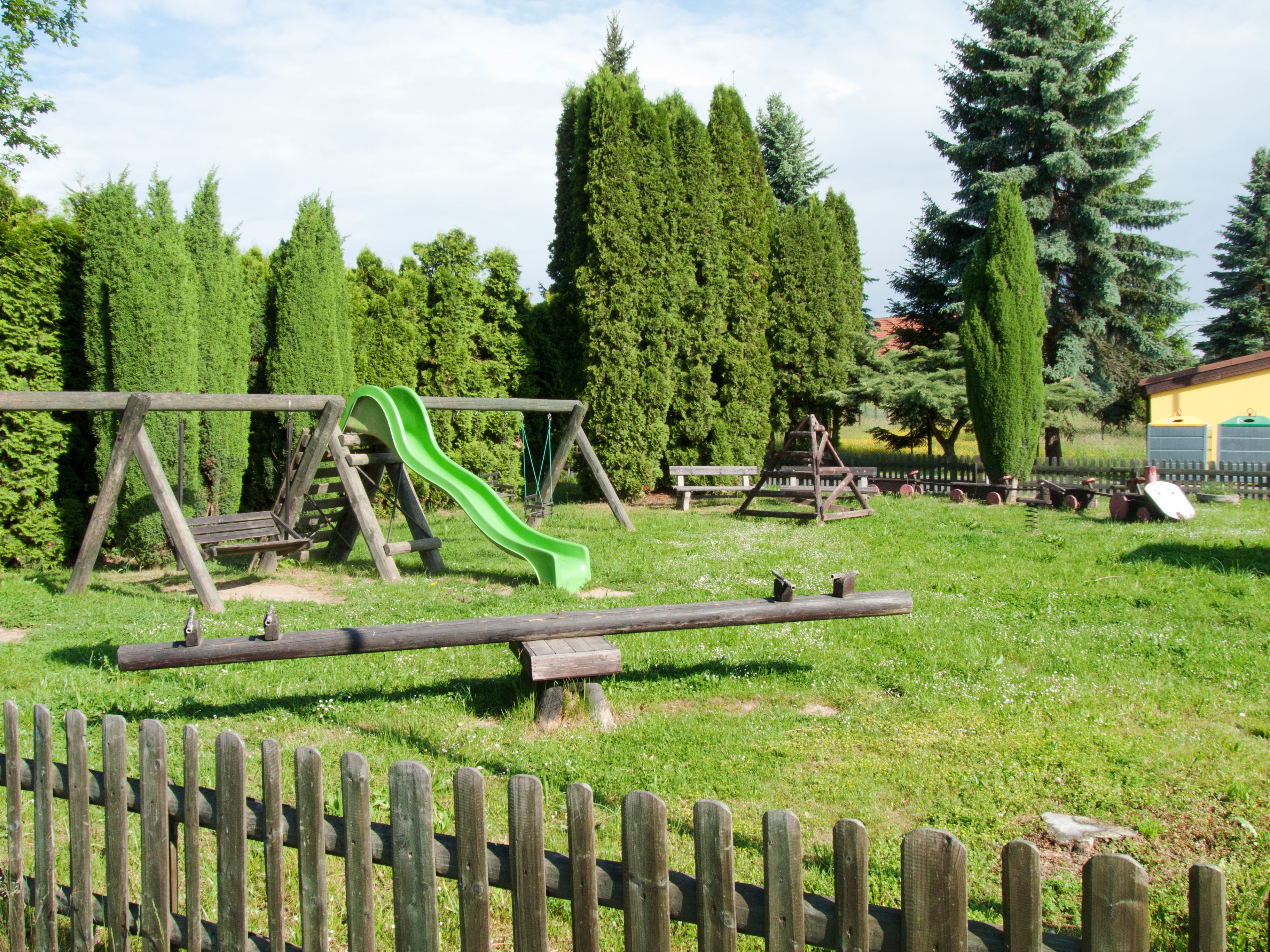
Hřiště
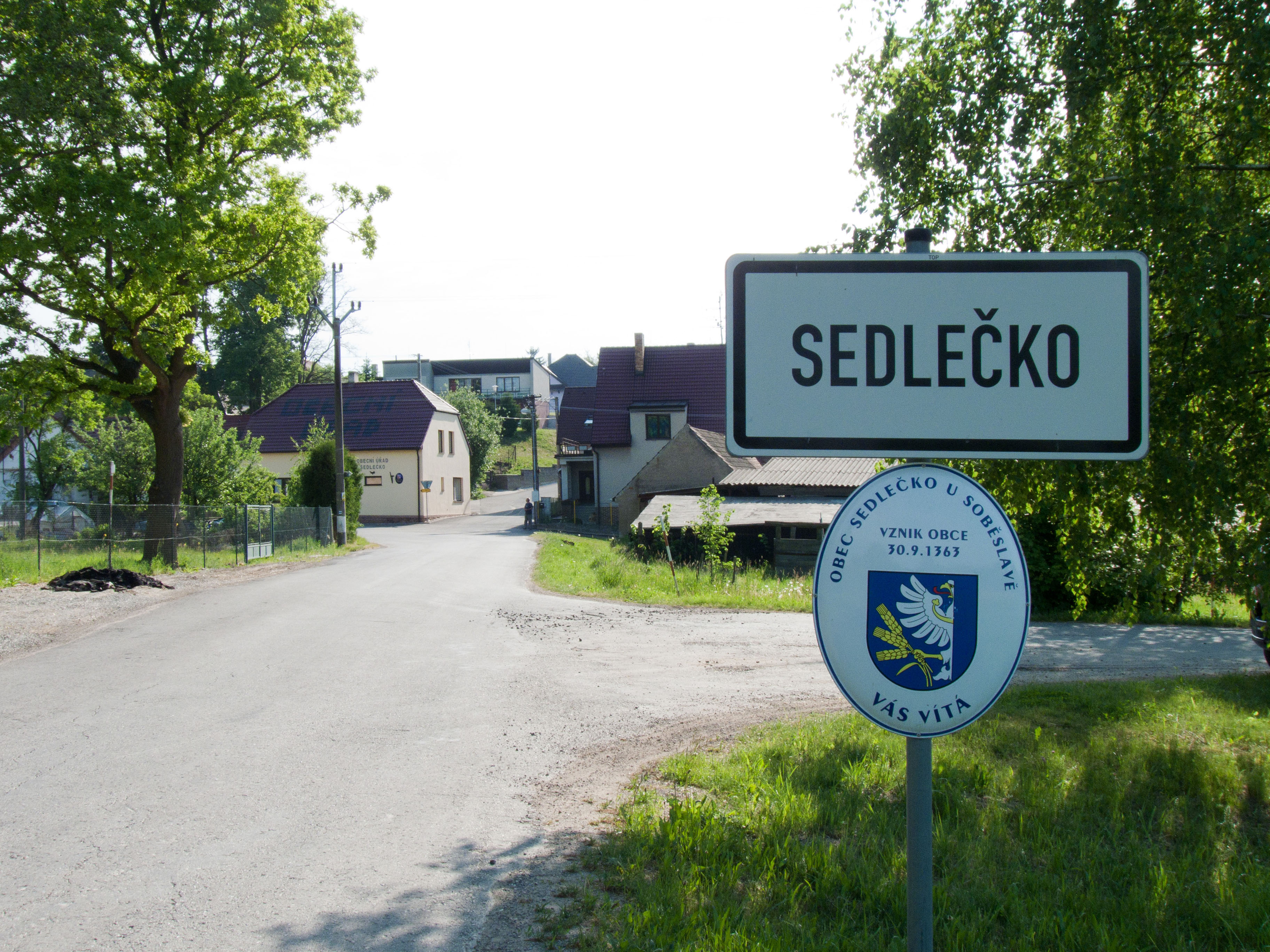
Začátek obce